# Andira landroana
Andira landroana är en ärtväxtart som beskrevs av Nilza Fischer de Mattos. Andira landroana ingår i släktet Andira och familjen ärtväxter. Inga underarter finns listade i Catalogue of Life.